# Ізюмське (Ізюмський район)
Ізюмське — колишнє село в Ізюмському районі Харківської області, підпорядковувалося Левківській сільській раді.

## Короткі відомості
Дата зникнення невідома.
Ізюмське знаходилося на лівому березі Сіверського Дінця, вище за течією за 4 км — Іванівка, нижче за течією за 4 км — Рудневе, на протилежному березі — Норцівка. До Ізюмського прилягає великий лісовий масив, неподалік розташовані кілька невели ких озер.

## Принагідно
- Вікімапія